# Poecilanthe hostmannii
Poecilanthe hostmannii är en ärtväxtart som först beskrevs av George Bentham, och fick sitt nu gällande namn av Gerda Jane Hillegonda Amshoff. Poecilanthe hostmannii ingår i släktet Poecilanthe och familjen ärtväxter. Inga underarter finns listade i Catalogue of Life.